# 姑苏繁华图
《姑苏繁华图》，又称《盛世滋生图》，是清代画家徐扬所绘反映苏州城繁华盛况的画作，繪製於公元1759年，目前藏于辽宁省博物馆，属于国家一级文物。徐扬总共花费了24年时间才画成此图，全长1225厘米，宽35.8厘米。
現時在深圳地鐵2號綫后海站及香蜜站站廳展示複製品。